# Taur
Taur est un jeu vidéo de science-fiction d'action-stratégie développé et édité par Echo Entertainment, sorti sur Steam le 20 février 2020. Le jeu est inspiré du genre tower defense et mélange stratégie et survie de vague.

## Trame
Le jeu se déroule dans un monde appelé Taurea, le monde d'origine des droïdes Taurea possédant une technologie avancée. Ces drones sont menacés par la faction ennemie Imperion, qui contrôle une grande partie de la galaxie. Le joueur est censé arrêter l'invasion de l'Emperion et détruire le suzerain des agresseurs robotiques. Le joueur est le commandant du « Prime Cannon » et doit accomplir des missions mettant en vedette différents types d'ennemis avec des tactiques spécifiques, certains sont par exemple basés sur les vagues et d'autres sont plus offensifs dans leur stratégie et leur façon de se comporter.

## Système de jeu
Le joueur a la possibilité de prendre le contrôle à 360 degrés sur le Prime Cannon, qui au début du jeu est équipé d'un canon électrique et peut éventuellement être amélioré pour contenir un laser, des missiles sol-air, un temps ralenti limité et autres équipements destructeurs. Le Prime Cannon est équipé d'une arme principale et secondaire pouvant être tirée simultanément. Plus tard dans le jeu, le joueur a la possibilité de construire de plus petites tours autour du Prime Cannon, qui peuvent être utilisées pour augmenter la puissance de feu au combat. Ces tours peuvent être construites sur la grille hexagonale. Les joueurs peuvent également construire des tourelles automatiques, des droïdes, des avions, etc.. Terminer les missions donne au joueur des ressources qui servent de monnaie dans le jeu, ce qui peut débloquer de nouvelles grilles hexagonales ainsi que de nouvelles capacités et améliorations dans l'arbre de recherche et l'arbre technologique. Pour pouvoir acheter de nouvelles capacités dans les différents secteurs, le joueur a besoin d'avoir suffisamment d'énergie pour cela. Cependant, les améliorations dans la grille hexadécimale ne sont pas permanentes et peuvent être détruites. Un facteur important dans le jeu est donc d'avoir suffisamment de défenses pour terminer les missions et battre les ennemis. Le gameplay implique également de détruire des objets et des unités dans l'environnement, ce qui peut changer le cours de la bataille s'il est utilisé correctement.